# Július 16.
Július 16. az év 197. (szökőévben 198.) napja a Gergely-naptár szerint. Az évből még 168 nap van hátra.
Névnapok: Valter + Walter, Aténa, Aténé, Athena, Atina, Barót, Dejan, Deján, Karméla, Karmelina, Kármen, Kármin, Kont, Lestár, Mária, Marléne, Ria

## Események
- 0622 – Elkezdődik a Hidzsra: Mohamed próféta híveivel Mekkából Medinába menekül. Ez az iszlám időszámítás kezdete.
- 1050 – III. Henrik német-római császár elhatározza, hogy a magyar betörések ellen ismét felépíti Hainburg várát
- 1054 – Az egységes keresztény egyház kettészakadása („szkizma”) keleti és nyugati egyházra, Bizánc és Róma központokkal.
- 1264 – IV. Orbán pápa felszólítja István ifjabb királyt, hogy adja vissza birtokait anyjának, Mária királynénak.
- 1342 – I. (Nagy) Lajos magyar király  trónra lép.
- 1439 – Angliában VI Henrik király betiltja a csókolózást, hogy ezzel is megelőzzék a pestis terjedését.
- 1465 – A montlhéry csata.[1]
- 1487 – Miután egyetlen fia, Savoyai Hugó (Henrik) ciprusi királyi herceg és trónörökös kiskorában 1464-ben elhunyt, valamint a fogadott fia, Aragóniai Alfonz, I. Ferdinánd nápolyi király természetes fia révén nem tudta visszaszerezni a trónját, I. Sarolta ciprusi királynő 1485-ben örökösödési szerződést köt unokaöccsével, I. Károly savoyai herceggel, I. Janus ciprusi király dédunokájával, és a trónfosztott királynő évjáradék fejében a Savoyai-házra hagyja a ciprusi, jeruzsálemi és örmény királyi címét. Sarolta 1487-es halála után a Savoyai-ház mindenkori feje viseli a Ciprus, Jeruzsálem és Örményország királya címeket egészen 1946-ig, II. Umbertó olaszországi trónfosztásáig.
- 1548 – Megalapítják a bolíviai La Paz várost.
- 1669 – I. Lipót császár Bécsbe hívja a Magyar Tanácsot
- 1782 – Bécsben bemutatják a Szöktetés a szerájból című Mozart-operát.
- 1790 – Megalapítják Washingtont, az Egyesült Államok szövetségi fővárosát, az első elnök és hadsereg-főparancsnok, George Washington tábornok nevének emlékezetére.
- 1819 – Elindul útjára a Bellingshausen vezette orosz antarktiszi expedíció (a Julián-naptár szerint július 4-én).
- 1848 – Madarász László vezetésével megalakul a nemesi radikálisokat és a márciusi ifjúságot tömörítő Egyenlőségi Társulat Pesten.
- 1856 – Visszanyeri szabadságát a hazafias magatartása miatt 1853-ban elítélt Leövey Klára.
- 1857 – Andrássy Gyula gróf aláírja a hazatérési engedélyéhez előírt hűségnyilatkozatot.
- 1875 – Elfogadják a Harmadik Francia Köztársaság új alkotmányát.
- 1919 – A Forradalmi Kormányzótanács közzéteszi CXXIX. számú rendeletét német nemzetiségi terület felállításáról, egyben mindennemű rekvirálási rendelet hatálya alól kiveszi az írókat, a tudósokat és a művészeket.
- 1926 – A National Geographic folyóirat először közöl víz alatt készült színes fényképfelvételeket.
- 1926 – Rassay Károly elnökletével megalakul a Független Nemzeti Demokrata Párt, köznapi nevén az Egyesült Balpárt.
- 1933 – A rendőrség elkobozza a Népszava aznapi számát, „Demokrácia–diktatúra” című vezércikke miatt.
- 1935 – Oklahoma Cityben felállítják a világ első parkolóóráját.
- 1940 – Adolf Hitler parancsot ad a Nagy-Britannia elleni megszállás előkészítésére, az „Oroszlánfóka” hadműveletre.
- 1944 – A szovjet csapatok elfoglalják Litvánia fővárosát, Vilniust.
- 1945 – A Manhattan terv keretében az Új-Mexikói Alamogordo közelében, a White Sands Proving Ground fedőnevű területen felrobbantják az emberiség történetének első kísérleti atombombáját. (Ezt az eseményt augusztus 6-áig, a Hirosima elleni amerikai atomtámadásig teljes titokban tartották).
- 1946 – Megalakul a Népi Kollégiumok Országos Szövetsége (NÉKOSZ).
- 1950 – A sporttörténelem egyik legtöbb nézője (199 854 néző) gyűlt össze a Brazília és Uruguay játszotta világbajnoki döntőn Rio de Janeiróban, Brazíliában.
- 1969 – Az Apollo–11 űrhajó – fedélzetén Neil Armstronggal, Edwin Aldrinnal és Michael Collinsszal – közép-európai idő szerint 14.32 órakor elindul a Cape Kennedyről.
- 1979 – Szaddám Huszein lesz az Iraki Köztársaság elnöke, Ahmed Hasszán al-Bakr lemondatása után.
- 1990 – Ukrajna parlamentje szuverenitási nyilatkozatot fogad el.
- 1997 – Az Európai Bizottság az Európai Parlament elé terjeszti az Agenda 2000 címet viselő dokumentumot, és a tagjelölt országokról készített országvéleményeket. Strasbourgban Jacques Santer nyilatkozata szerint „Minden pályázó, tehát az Unióhoz való csatlakozási kérelmük leadásának sorrendjében: Magyarország, Lengyelország, Észtország, Csehország és Szlovénia, valamint Ciprus; a további pályázók Litvánia, Lettország, Szlovákia, Bulgária, Románia és Törökország meghívást nyertek arra, hogy az Európai Unió teljes jogú tagjává váljanak”.
- 2007 – 6,8-es erősségű földrengés rázza meg Japán északnyugati részén található Niigata tartományt; jelentős károk keletkeznek a Kasivazaki város melletti atomerőműben.

## Sportesemények
Formula–1
- 1955 –  brit nagydíj, Aintree - Győztes: Stirling Moss  (Mercedes Benz)
- 1960 –  brit nagydíj, Silverstone - Győztes: Jack Brabham  (Cooper Climax)
- 1966 –  brit nagydíj, Brands Hatch - Győztes: Jack Brabham  (Brabham Repco)
- 1977 –  brit nagydíj, Silverstone - Győztes:James Hunt  (McLaren Ford)
- 1978 –  brit nagydíj, Brands Hatch - Győztes: Carlos Reutemann  (Ferrari)
- 1983 –  brit nagydíj, Silverstone - Győztes: Alain Prost  (Renault Turbo)
- 1989 –  brit nagydíj, Silverstone - Győztes: Alain Prost   (McLaren Honda)
- 1995 –  brit nagydíj, Silverstone - Győztes:Johnny Herbert  (Benetton Renault)
- 2000 –  osztrák nagydíj, A1-Ring - Győztes: Mika Häkkinen  (McLaren Mercedes)
- 2006 –  francia nagydíj, Magny-Cours - Győztes:  Michael Schumacher  (Ferrari)
- 2017 –  brit nagydíj, Silverstone - Győztes:  Lewis Hamilton  (Mercedes)

## Születések
- 1486 – Andrea del Sarto itáliai reneszánsz festőművész († 1531)
- 1660 – Jakob Prandtauer osztrák barokk műépítész († 1726)
- 1784 – Jacopo Ferretti olasz költő és librettista († 1852)
- 1834 – Franz Adolf Eduard Lüderitz brémai üzletember, Német Délnyugat-Afrika gyarmat (Namíbia) megszervezője († 1886)
- 1843 – Fodor József magyar orvos, higiénikus, az MTA tagja († 1901)
- 1864 – Tóth János magyar államtitkár, belügyminiszter, felsőházi tag, országgyűlési képviselő († 1929)
- 1872 – Roald Amundsen norvég sarkkutató, a Déli-sark felfedezője († 1928)
- 1888
  - Schick Béla gyermekorvos (mh. 1967)
  - Frits Zernike Nobel-díjas holland fizikus († 1966)
  - Török Gyula magyar író, hírlapíró († 1918)
- 1892 – Bókay János magyar író, költő († 1961)
- 1896 – Trygve Lie, az ENSZ első főtitkára († 1968)
- 1902 – Alekszandr Romanovics Lurija nemzetközi hírű szovjet pszichológus, neuropszichológus, akadémikus, a klinikai pszichológia és a defektológia (=oligofrénpedagógia) kiváló művelője († 1977)
- 1903 – Marék Antal magyar orvos, magyar író († 1983)
- 1907 – Barbara Stanwyck Oscar-díjas amerikai színésznő († 1990)
- 1911 – Ginger Rogers Oscar-díjas amerikai színésznő († 1995)
- 1918 – Szilágyi János György Kossuth-díjas művészettörténész, klasszika-filológus, ókorkutató († 2016)
- 1926 – Simor Ottó Jászai Mari-díjas magyar színész, érdemes művész, a debreceni Csokonai Színház és a nyíregyházi Móricz Zsigmond Színház örökös tagja († 2012)
- 1927 – Farkas János magyar mezőgazdász, országgyűlési képviselő († 2003)
- 1928 – Robert Sheckley amerikai író († 2005)
- 1931 – Toró Tibor romániai magyar fizikus, az MTA tagja († 2010)
- 1932 – Grezsa Ferenc magyar irodalomtörténész, kritikus († 1991)
- 1932 – Kalmár Tibor Jászai Mari-díjas magyar rendező
- 1937 – Pál Tamás Liszt Ferenc-díjas magyar karmester, színigazgató
- 1941 – Mészöly Kálmán magyar válogatott labdarúgó, mesteredző († 2022)
- 1941 – Desmond Dekker (sz. Desmond Adolphus Dacres), jamaicai születésű amerikai reggae énekes, dalköltő († 2006)
- 1943 – Avtandil Maharadze grúz színész
- 1947 – Antal Anetta magyar színésznő
- 1955 – Bayer Antal fordító, szakíró és nyelvtanár, a Magyar Képregénykiadók Szövetsége első elnöke
- 1955 – Lázár Sándor magyar szinkronszínész színész, műsorvezető († 2005)
- 1957 – Bíró Eszter magyar festőművész
- 1958 – Michael Flatley ír–amerikai táncművész
- 1962 – Szalai Zsolt magyar színházi és televíziós szakember, színházigazgató
- 1964 – Nino Burdzsanadze grúz politikus
- 1964 – Ulbrich Andrea magyar operaénekes
- 1967 – Horváth Margit Aase-díjas magyar színésznő
- 1968 – Rajkai Andrea háromszoros világbajnok és ötszörös Európa-bajnok taekwondózó
- 1969 – Kárász Zénó magyar színész, vízilabdázó
- 1971 – Corey Feldman amerikai színész, producer
- 1974 – Valkó Eszter magyar műsorvezető
- 1975 – Bas Leinders belga autóversenyző
- 1975 – Markovics Tamás magyar színész, énekes, szinkronszínész
- 1979 – Jim Banks amerikai politikus, katona
- 1980 – Takehiro Kashima japán tornász
- 1984 – Sašo Bertoncelj szlovén tornász
- 1985 – Szalay Csongor magyar szinkronszínész, énekes/gitáros
- 1986 – Hegyi Ádám magyar jégkorongozó
- 1986 – Zsidai László válogatott magyar labdarúgó
- 1990 – James Maslow amerikai színész, énekes
- 1991 – Vasbányai Henrik világ- és Európa-bajnok magyar kenus

## Halálozások
- 1216 – III. Ince pápa (* 1160)
- 1342 – Károly Róbert magyar király (* 1288)
- 1487 – I. Sarolta ciprusi királynő (* 1442)
- 1557 – Klevei Anna angol királyné (* 1515)
- 1664 – Andreas Gryphius német költő és színműíró, a német barokk irodalom kiemelkedő alakja (* 1616)
- 1833 – Pierre-Narcisse Guérin francia festő (* 1774)
- 1868 – Beniczky Lajos honvéd ezredes, kormánybiztos, az 1848–49-es szabadságharc utáni magyar függetlenségi szervezkedések egyik vezetője (* 1813)
- 1920 – Benczúr Gyula magyar festőművész (* 1844)
- 1961 – Roska Márton magyar régész (* 1880)
- 1968 – Keserű Ferenc magyar vízilabdázó, olimpiai bajnok (* 1903)
- 1974 – Kilián József magyar munkás, építőipari miniszterhelyettes (* 1915)
- 1982 – Patrick Dewaere francia színész, zeneszerző, énekes (* 1947)
- 1985 – Heinrich Böll, Nobel-díjas német író, műfordító (* 1917)
- 1991 – Baász Imre, grafikus (* 1941)
- 1994 – Julian Schwinger amerikai elméleti fizikus, 1965-ben kvantum-elektrodinamikai munkásságáért R. Feynmannal és S. Tomonagával együtt Nobel-díjat kapott (* 1918)
- 1995 – Vajda László Jászai Mari-díjas magyar színművész (* 1943)
- 1997 – Hegyi Füstös László magyar grafikus, karikaturista, animációs tervező rajzfilmrendező (* 1950)
- 1999 – John F. Kennedy Jr. amerikai ügyvéd, publicista, John F. Kennedy fia (* 1960)
- 2000 – Petri György Kossuth-díjas magyar költő, műfordító, újságíró (* 1943)
- 2003 – Celia Cruz kubai salsa énekes, a "salsa királynője" (* 1925)
- 2011 – Bicskei Bertalan magyar labdarúgó, edző, szövetségi kapitány (* 1944)
- 2012 – Jon Lord, angol Hammond-orgonista, a Deep Purple hard-rock zenekar alapítója (* 1941)
- 2015 – Ferenczi Krisztina magyar színésznő, író, újságíró (* 1950)
- 2021 – Ráday Mihály Kossuth-díjas magyar filmoperatőr, rendező, tévés szerkesztő, városvédő (* 1942)
- 2023 – Jane Birkin brit-francia színésznő, énekesnő (* 1946)
- 2025 – Connie Francis amerikai popénekesnő (* 1937)

## Nemzeti ünnepek, emléknapok, világnapok
- Peru: ünnepnap (Virgen del Carmen)